# In Old California
In Old California er en amerikansk stumfilm fra 1910 af D. W. Griffith.

## Medvirkende
- Frank Powell som Jose Manuella
- Arthur V. Johnson som Pedro Cortes
- Marion Leonard som Perdita Arguello
- Henry B. Walthall som Perditas sønn
- W. Chrystie Miller